# Ekebergia capensis
Ekebergia capensis és un arbre de la família de les meliàcies distribuït des del Cap Oriental de Sud-àfrica fins al Sudan i Etiòpia.
És un arbre de grans dimensions que pot mesurar fins a 15 m d'alçada. Té les fulles perennes i lluents, llargues i ondulades. Aquestes fulles estan compostes de diversos folíols grossos. Dioic Té els sexes separats en arbres masculins i femenins. Les flors són petites i blanquinoses i, a la tardor, les femenines esdevenen fruits de color vermell.
És una planta que es troba en una gran diversitat d'ambients i que s'estén des de la província del Cap, per la regió de Natal, Eswatini, el sud de Moçambic i Zimbàbue. Tolera algunes gelades però els freds fan que es comporti com un semicaducifoli, és a dir, que pot arribar a perdre part de les seves fulles. Les fulles, l'escorça i les arrels s'han utilitzat tradicionalment en diverses aplicacions medicinals. Nombrosos ocells i micos s'alimenten dels fruits d'aquest arbre.

## Galeria

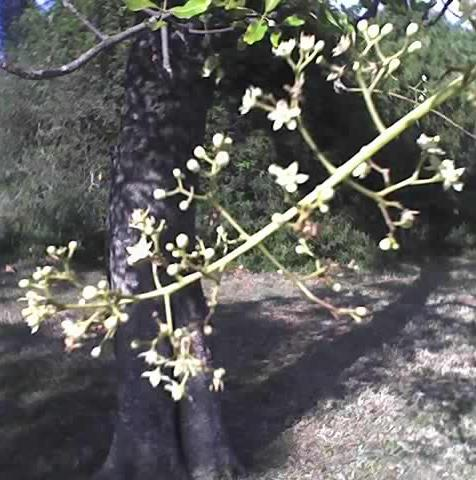
Flors i tija de l'espècie Ekebergia capensis
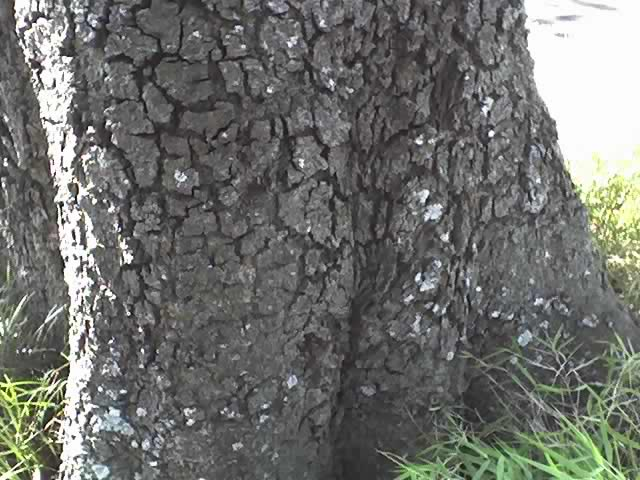
Tija d'una gran Ekebergia capensis
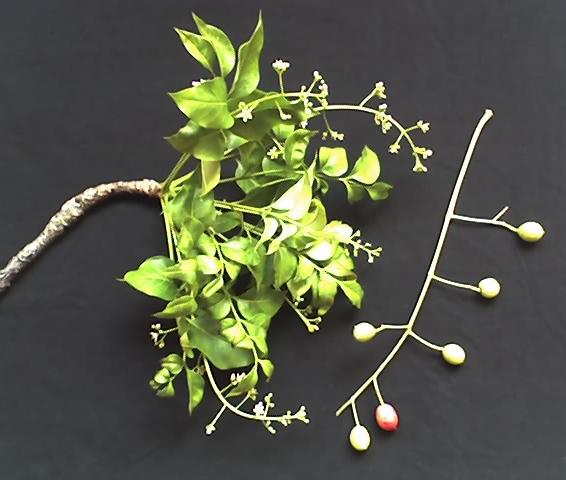
Flors i fruit
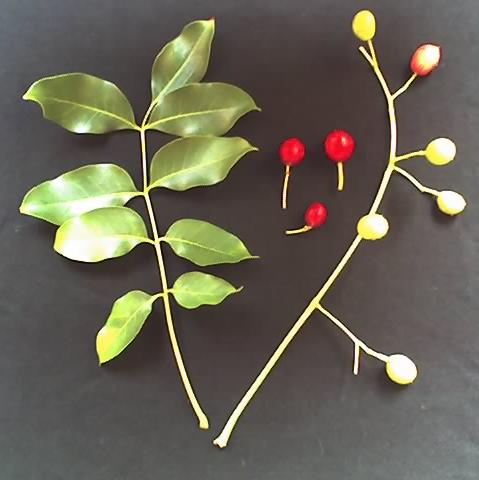
Fulla i fruit
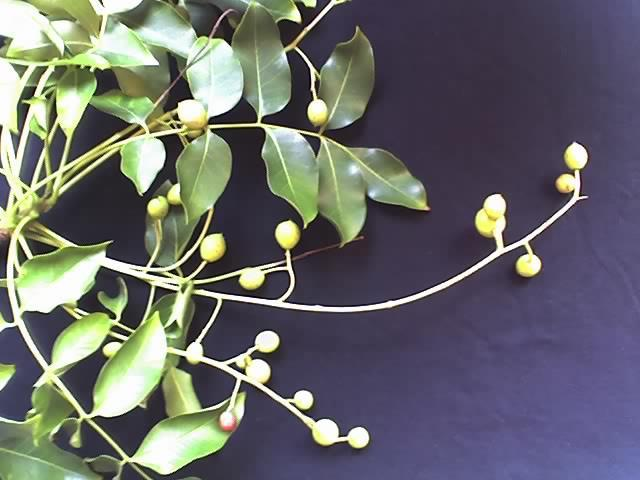
Fulles i fruits